# 罗伯特
罗伯特，法语中译罗贝尔，是日耳曼语男名，源于古高地德語Hrodebert，意思是荣光（hruod指荣耀，berht指光亮），也被用作姓氏。 其名字常用的昵称有罗布（Rob）、羅賓（Robin）、鲍勃（Bob）、博比（Bobby）。
随着该名在欧洲大陆广为使用，该名以古法语的形式Robert进入英格兰，而古英语同源词（Hrēodbēorht, Hrodberht, Hrēodbēorð, Hrœdbœrð, Hrœdberð）在诺曼征服前就存在。该名的女性形式为Roberta，意大利语、葡萄牙语、西班牙语形式为Roberto。

## 各语言中拼法
| 日耳曼语族       | hrôdberxtas                                                    |
| 古高地德语       | Hrodebert、Rodbert                                             |
| 古英语           | Hrēodbēorht、Hrodberht、Hrēodbēorð、Hrœdbœrð、Hrœdberð         |
| 古法语           | Rodbert、Robert                                                |
| 现代英语         | Robert、Roberta（女性）                                        |
| 现代法语         | Robert、Rober, Roper、Roberta（女性）                          |
| 新高地德語       | Robert、Rodebrecht、Rodeberht、Roberta（女性）                 |
| 意大利語         | Roberto                                                        |
| 傳統西班牙語     | Roberto、Robertina（女性）                                     |
| 芬兰语           | Roope                                                          |
| 德语             | Ruprecht                                                       |
| 希腊语           | Ρομπέρ（Robèr）                                                |
| 夏威夷语         | Lopaka                                                         |
| 匈牙利语、冰岛语 | Róbert                                                         |
| 西班牙语         | Roberto                                                        |
| 日语             | ロバート（robāto）、ロベルト（roberuto）、ロベルタ（roberuta） |
| 俄语             | Роберт                                                         |

## 变体
| Bert （也是Albert简写形式） Bertie Beto Betinho（葡萄牙语，「Little Beto」） Berto Bertus Bo Bob Bobby Bort Dobby Hob（Medieval） Nobby（也是Norbert简写形式） Rab（低地苏格兰语） Raibeart（苏格兰盖尔语） Riobard（爱尔兰语） Robby Robere（古法语） Roberts（Robertson，拉脱维亚语） Rob （也是Robin的简写形式） Robb Robo Robbo Rodbert | Rodepertus, Rodbertus, Robertus, Rupertus （拉丁语） Rothbert Róbert（匈牙利语、冰岛语、斯洛伐克语） Roberto（意大利语、西班牙语、葡萄牙语） Robertino（意大利语，「Little Robert」） Robertinho（葡萄牙语，「Little Robert」） Robbert（荷兰语） Robbi（冰岛语） Robbie Robi（塞尔维亚语、克罗地亚语、罗马尼亚语） Ροβέρτος, Rovértos（希腊语） Ροβῆρος, Rovēros（希腊语） Röbi（瑞士德语） Robin Röpke（低地德语） Rabbie（低地苏格兰语） Rhobert（威尔士语） Robban（瑞典语） Roban Robercik or Robuś（波兰语，「Little Robert」） | Robetus Roibeárd（爱尔兰语） Roeper Roper（布列塔尼语／法语） Roope（芬兰语） Roupen（亚美尼亚语） Rupert Ruprecht（古高地德语） Ruppert Rvpertvs（Latin：「Rupertus」） Rubert Rochbert Robrecht（德语） Rodebert Rodebrecht（古德语） Rudbert Ruby（古荷兰语） Rudebet Roteberht（日耳曼语） Rotebert（日耳曼語） Trebor（反转） | 女性形式: Roberta Robbi Robertine Robertina Robina Ruprette/a （古代法语） |

## 人物
| 罗伯特一世           | Robert the Bruce            | 苏格兰国王                                                         |
| 罗伯特二世           | Robert II of Scotland       | 苏格兰国王                                                         |
| 罗伯特三世           | Robert III of Scotland      | 苏格兰国王                                                         |
| 罗伯特·帕廷森        | Robert Pattinson            | 著名影星                                                           |
| 罗伯特·伯恩斯        | Robert Burns                | 诗人                                                               |
| 罗贝尔一世           | Robert I of France          | 法国国王                                                           |
| 罗贝尔二世           | Robert II of France         | 法国国王                                                           |
| 罗贝尔一世           | Robert I, Duke of Normandy  | 诺曼底公爵                                                         |
| 罗贝尔二世           | Robert II of Normandy       | 诺曼底公爵                                                         |
| 罗贝尔·吉斯卡尔      | Robert Guiscard             | 征服西西里的诺曼人领袖                                             |
| 羅拔·柏德烈·班尼狄   | Robert Patrick Benedict     | 美國舞台劇、電影、電視演員和作家。                                 |
|                      | Robert John Downey Sr.      | 美国导演、制片人、编剧、摄影师和演员，是演员小罗伯特·唐尼的父亲。  |
|                      | Robert John Downey Jr.      | 猶太裔美國演員兼歌手。                                             |
| 羅伯特·李·佛洛斯特   | Robert Lee Frost            | 美國詩人。                                                         |
| 羅拔·愛德華·李       | Robert Edward Lee           | 南北戰爭時期著名將領。                                             |
| 小羅伯特·查理·文丘里 | Robert Charles Venturi, Jr. | 美國建築師。                                                       |
|                      | Robert George               |                                                                    |
|                      | Robert Walker               |                                                                    |
| 羅伯特·加西亞        | Robert Garcia               | 拳皇遊戲人物，来自于龙虎之拳，意大利的贵公子，得了外号“最强之虎”。 |